# Soğucak, Toroslar
Soğucak là một xã thuộc huyện Toroslar, tỉnh Mersin, Thổ Nhĩ Kỳ. Dân số thời điểm năm 2011 là 2.709 người.